# Angoio
Angoio ou Ngoio é uma cidade e município angolano que se localiza na província de Cabinda.
Anteriormente parte do território do município de Cabinda, em 5 de setembro de 2024 foi criada como cidade e município da província de Cabinda. O território de Angoio corresponde aos antigos bairros e localidades do sul do município de Cabinda, sendo: Talimana, Santa Catarina, Sende, Sequenhela Soca — estes quatro formam o núcleo central da cidade de Angoio —, Fortaleza, Antó, Iema, Chipita, Chinganga, Itumba, Cabelombo e Chinzazi, além de outras localidades menores.
O município é constituído apenas pela comuna-sede.
Seu território se sobrepõe e seu nome faz referência ao extinto reino de Angoio, um Estado pré-colonial que foi vassalo do reino do Congo.